# Ungturkarna
Ungturkarna (turkiska: Jön Türkler) var en reformrörelse som växte fram i slutet av 1800-talet i osmanska riket och bland osmanska medborgare i exil. Ungturkarna eftersträvade västerländskt inspirerade reformer och parlamentariskt styre. De motsatte sig bland annat den osmanske sultanen Abdul Hamid II och ville att den konstitution som hade gällt åren 1876–1878 skulle återinföras. Revolutionen 1908 förde den ungturkiska paraplyorganisationen Kommittén för enhet och framsteg till makten i det osmanska riket.
Benämningen "ungturkar" myntades i Paris. Det var inte den ungturkiska rörelsen utan sammanbrottet 1918 för Osmanska riket i första världskrigets kölvatten som möjliggjorde skapandet av nationalstaten Turkiet. Ziya Gökalp (1876-1924; hette ursprungligen Mehmet Ziya) från Diyarbakır brukar räknas som den turkiska nationalismens fader. 

## Bakgrund
Från mitten av 1800-talet var Osmanska riket känt som Europas sjuke man, och präglades av regionala oroligheter, ekonomiska problem och politiska problem. Riket hade under lång tid successivt förlorat territorium i flera militära konflikter. De krafter som eftersträvade lösningar på problemen genom västligt inspirerade reformer blev ungturkarnas föregångare, medan de reaktionära krafterna som var motståndare till sådana reformer ibland kallas gammalturkar.
En modern och liberalt inriktad konstitution utfärdades 23 december 1876 av sultan Abdul Hamid II. Denna hade urarbetats av Midhat Pascha, som blivit storvesir 19 december 1876. Sultanens avsikt var i första hand att motverka den europeiska konferens som vid denna tid hölls i Konstantinopel och som ställt långtgående krav på garantier för en bättre förvaltning av riket, som vid denna tid befann sig i ett kaotiskt tillstånd. Enbart under 1876 hade flera uppror inträffat på Balkan och två sultaner avsatts.

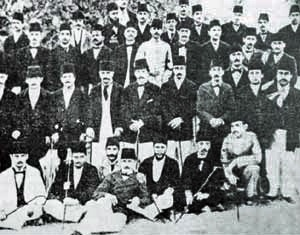
Osmanska oppositionens första kongress i Paris 1902.

Reformverksamheten kom dock aldrig igång på allvar. Utländska inspektörers verksamhet lamslogs genom passivt motstånd från den gamla förvaltningsapparaten, och Midhat Pascha avsattes redan 5 februari 1877. Parlamentet upplöstes 14 februari 1878, och den nya författningen upphävdes, med följd att det Osmanska rikets styre från 1878 återgick till gamla hjulspår. Detta innebar bland annat att  gunstlingar vid sultanens hov lamslog sultanens personliga reforminitiativ inom förvaltningen på både central och lokal nivå.
Allt från Midhat Paschas tid fanns en reforminriktad ungturkisk rörelse, som dock förföljdes skoningslöst av sultanen. Framför allt från 1897 tvingades rörelsens ledande män (bland andra Murad bej, Ahmed Rıza, Midhat Paschas son Ali Haydar och prins Sabahaddin) fly utomlands, vilket är förklaringen till att delar av den ungturkiska rörelsen utvecklades i exil. I Paris och Genève bilade de kommittéer som verkade via pressen, framför allt för att västerländska idéer skulle användas i styret av Turket för att försöka motverka riketssönderfall. Dessa kommittéer hade täta förbindelser med underjordiska organisationer i Osmanska riket. En medelpunkt för dessa skapades 1906 i form av ungturkiska centralkommittén i Saloniki. 1907 konsoliderades rörelsen genom skapandet av Kommittén för enighet och framsteg, som blev rörelsens enhetliga ledning.

## Ungturkiska revolutionen 1908

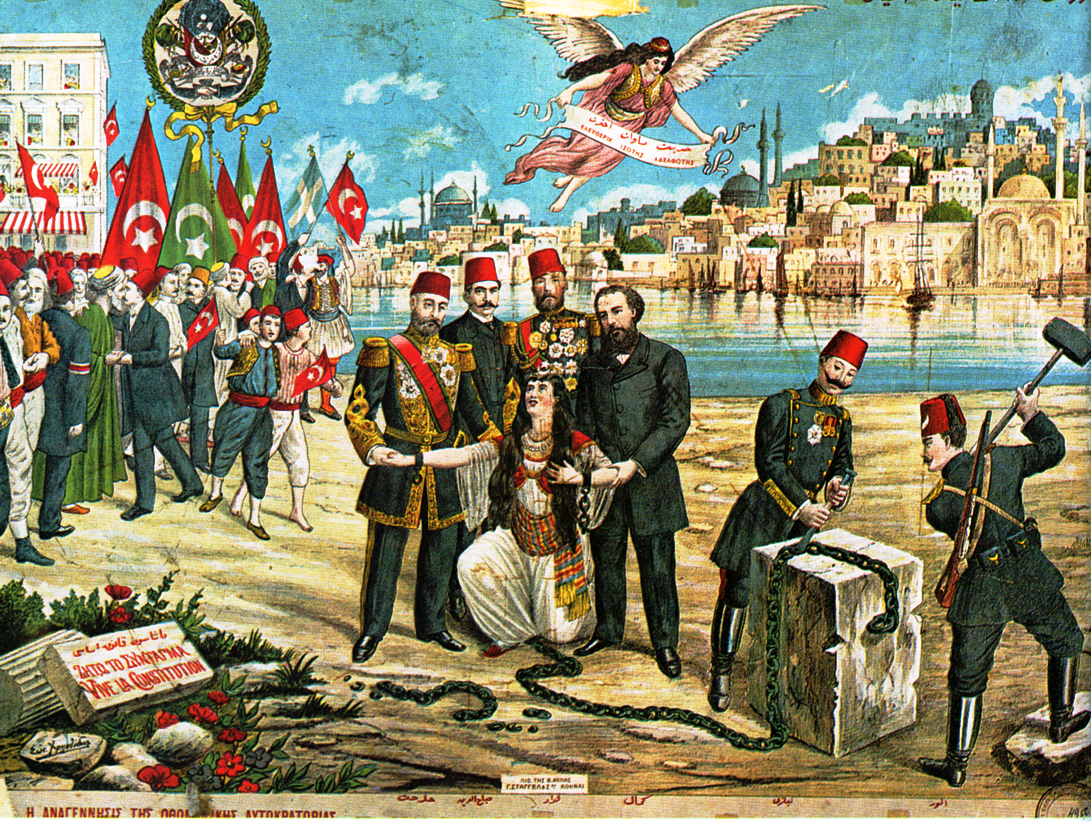
Grekisk litografi som hyllar den återställda konstitutionen.

Ungturkarna fick många anhängare bland officerarna i Makedonien. I Resna startade 8 juli 1908 ett uppror av en ung officer vid namn Niasi bej, med krav om att återställa Midhat Paschas konstitution. En annan ung officer, Enver bej, anslöt sig till honom, och de fick stor framgång i garnisonsorterna. Detta uppmuntrade Kommittén för enighet och framsteg i Saloniki att natten till 23 juli 1908 proklamera att 1876 års konstitution var återställd.
Saloniki föll i revoltörernas händer utan strid, och inför hotet om att revolutionsstyrkorna skulle marschera mot Konstantinopel bestämde sig sultanen för att fullständigt ge efter. 22 juli 1908 ersattes Ferid Pascha som storvesir av Said Pascha, och återställandet av konstitutionen proklamerades 24 juli, samtidigt som val till parlamentet utlovades. Genom dekret av 25 juli avskaffades censur och spioneriväsende, och frigivandet av politiska fångar beslöts. I ett slag hade Turkiet i och med detta på allvar blivit en konstitutionellt styrd stat.

## Armeniska/Syrianska/Assyriska/Grekiska  folkmordet
Under första världskriget påbörjades under ungturkarnas styre ett massmord på omkring en och en halv miljoner armenier, 950 000 till över en miljon greker och cirka 75–90 procent av de assyrier som var bosatta inom Osmanska rikets gränser. Totalt över 3,5 miljoner kristna omkom. Jakten på minoriteterna påbörjades i april 1915 och var som intensivast de två första åren, men fortgick så länge som till 1923. Dessa massmord brukar gå under namnen armeniska folkmordet, grekiska folkmordet och assyriska folkmordet. Huvudmålet var att utrota de kristna armenierna, men folkmordet omfattade även de andra kristna minoritetsgrupperna i landet då de inte passade in i ungturkarnas vision om ett etniskt homogent rike.
Även Adolf Hitler hämtade inspiration från dessa aktioner. Några få dagar innan invasionen av Polen 1939 höll Adolf Hitler ett tal där han sa: "Jag har givit order till mina dödsenheter att utan nåd eller medlidande utrota män, kvinnor och barn av polskt ursprung och språktillhörighet. Det är bara på detta sätt vi kan få det vitala territorium vi behöver. Trots allt, vem kommer i dag ihåg utrotningen av armenierna?"